# Out of the Park Baseball
Out of the Park Baseball (surnommé OOTP) est une série de jeux vidéo de baseball dont la première version fut publiée en 1998. Depuis, une nouvelle version sort chaque année, la dernière en date, « Out of the Park Baseball 18 » est sortie le 24 mars 2017. Le jeu consiste à manager une équipe de baseball de ligue majeure, de ligue mineure ou même de ligue non américaine.
Une version du jeu en ligne existe également avec possibilité d'affronter d'autres joueurs humains au sein de championnats sur une ou plusieurs saisons.

## Liste de jeux
- Out of the Park Baseball sortie en 1999 sur PC et Mac
- Out of the Park Baseball II sortie le 31/03/2001 sur PC
- Out of the Park Baseball 3
- Out of the Park Baseball 4 sortie le 28/02/2002 sur PC
- Out of the Park Baseball 5 sortie le 28/02/2003 sur PC
- Out of the Park Baseball 6 sortie le 14/06/2005 sur PC
- Out of the Park Baseball Manager 2006 sortie le 21/05/2006 sur PC et Mac
- Out of the Park Baseball 2007 sortie le 23/03/2007 sur PC et Mac
- Out of the Park Baseball 8 sortie en décembre 2007 sur PC et Mac
- Out of the Park Baseball 9
- Out of the Park Baseball 10
- Out of the Park Baseball 11
- Out of the Park Baseball 12
- Out of the Park Baseball 13
- Out of the Park Baseball 14
- Out of the Park Baseball 15
- Out of the Park Baseball 16 sortie le 23/03/2015 sur Windows, Mac et Linux
- Out of the Park Baseball 17 sortie le 22/03/2016 sur Windows, Mac et Linux
- Out of the Park Baseball 18 sortie le 24/03/2017 sur Windows et Mac